# Eumastax salazari
Eumastax salazari är en insektsart som beskrevs av Marius Descamps 1971. Eumastax salazari ingår i släktet Eumastax och familjen Eumastacidae.

## Underarter
Arten delas in i följande underarter:
- E. s. lutea
- E. s. salazari